# Linda Sorgini
Linda Sorgini est une actrice canadienne, née le 16 juillet 1955 à Sudbury en Ontario. 

## Biographie
Linda Sorgini est la fille d'Armando Sorgini et de Carmelle Labonté, qui étaient résidents de la paroisse du Christ-Roi de Sudbury. Elle joue notamment dans L'Auberge du chien noir, un feuilleton télévisé très regardé par les Québécois.

## Filmographie
- 1983 : Bonheur d'occasion : Marguerite
- 1985 : Un amour de quartier (série télé) : Cybèle
- 1985 : Manon (série télé) : Manon Donato
- 1987 : Wednesday's Children: Robert
- 1987 : Le Frère André : Mère de Guillaume
- 1987 : Charles et François (voix)
- 1989 : Les Heures précieuses
- 1989 : Cruising Bar : Sophie
- 1990 : Watatatow (série télé) : Simone Auclair
- 1990 : Un autre homme
- 1990 : Ding et Dong, le film : La Bonne
- 1991 : Une nuit à l'école
- 1994 : Rêve aveugle
- 1994 : Craque la vie! (téléfilm) : Hélène April
- 1995 : Beauty Begins Inside: The 'P' Syndrome
- 1996 : Urgence (Urgence) (série télé) : Françoise Villeneuve
- 1996 : L'Homme idéal : Juliette
- 1998 : Le Cœur au poing
- 1999 : Rue l'Espérance (série télé) : Micheline Lamarre
- 2003 : L'Auberge du chien noir (série TV) : Susan Morton
- 2004 : Smash (feuilleton TV) : Hélène Gougeon
- 2005 : Sans elle de Jean Beaudin : Maryse
- 2006 : François en série (série télé) : Mireille Ducharme
- 2014 : Au secours de Béatrice (Série TV) : Ginette
- 2019 : Cerebrum (Série TV) : Esther Delorme
- 2023 : Simple comme Sylvain (film) : Guylaine, la mère de Sylvain et de Kevin